# Constel·lació del Camaleó
El Camaleó (Chamaeleon) és una constel·lació que fou nomenada per primera vegada pels navegants dels mars del sud, i descrita per Johann Bayer a Uranometria. L'estel α Cha és de magnitud 4,07 i tipus espectral F5. β Cha és de magnitud 2,26 i el seu tipus espectral és B5. L'estel γ Cha és de magnitud 4,11 i de tipus espectral M0. Chamaeleon té molt pocs objectes celestes d'interès.

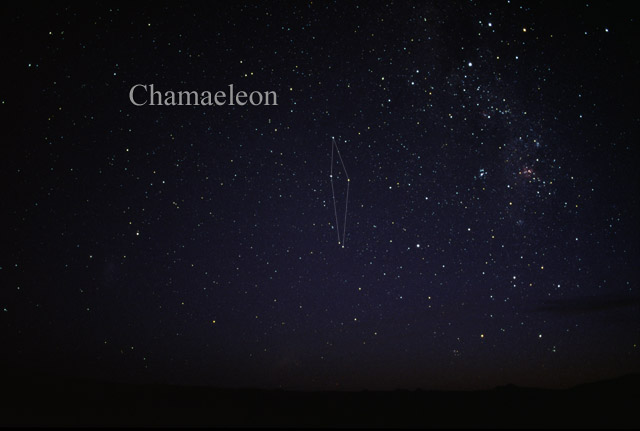
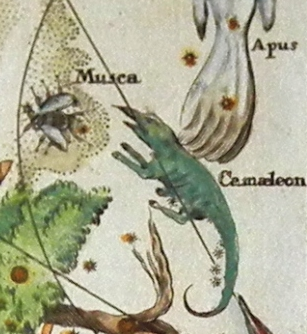

## Història
Donat que és un descobriment del segle xvii, i no va ser visible per les primeres cultures mediterrànies, no hi ha cap mite associat a la constel·lació Chamaeleon.